# Notomulciber enganensis
Notomulciber enganensis là một loài bọ cánh cứng trong họ Cerambycidae.